# Tadeusz Kamiński (biolog)
Tadeusz Szczepan Kamiński (ur. 26 grudnia 1962 w Radziłowie) – polski lekarz weterynarii i biolog, specjalista w zakresie endokrynologii i biologii rozrodu, profesor nauk biologicznych, profesor Uniwersytetu Warmińsko-Mazurskiego w Olsztynie.

## Życiorys
W 1987 ukończył studia na Akademii Rolniczo-Technicznej im. Michała Oczapowskiego w Olsztynie. Doktoryzował się w 1995 na macierzystej uczelni na podstawie rozprawy zatytułowanej: Sekrecja hormonów steroidowych przez komórki warstwy ziarnistej i osłonki wewnętrznej pęcherzyka jajnikowego oraz komórki małe i duże ciałka żółtego świń w odpowiedzi na analog met-enkefaliny FK 33-824 i hormony gonadotropowe, której promotorem była profesor Jadwiga Przała. Stopień naukowy doktora habilitowanego uzyskał w 2006 na Uniwersytecie Warmińsko-Mazurskim w Olsztynie w oparciu o pracę pt. Wpływ opioidów na steroidogenezę w komórkach ziarnistych i osłonki wewnętrznej pęcherzyków jajnikowych świń; mechanizm działania opioidów. Tytuł profesora nauk biologicznych otrzymał 2 kwietnia 2014.
Zawodowo związany z Akademią Rolniczo-Techniczną i Uniwersytetem Warmińsko-Mazurskim w Olsztynie, na którym doszedł do stanowiska profesora. W latach 2008–2011 był prodziekanem Wydziału Biologii i Biotechnologii do spraw studenckich. W 2011 został wybrany na dziekana tego wydziału, funkcję tę pełnił do 2019. 29 marca 2019 Senat UWM wybrał go do rady uczelni z kadencją trwającą do 31 grudnia 2020.
Prowadzi badania w zakresie endokrynologii rozrodu ssaków. Swoje prace naukowe publikował w czasopismach z listy JCR. Przebywał na stażach naukowych m.in. w WHO Collaborating Centre for Research in Human Reproduction oraz na fińskim Uniwersytecie w Oulu. Został członkiem Polskiego Towarzystwa Fizjologicznego i Towarzystwa Biologii Rozrodu.
Odznaczony Srebrnym Krzyżem Zasługi (2009). W 2017 otrzymał Statuetkę św. Jakuba w kategorii nauka.